# Zámrsky
Zámrsky (deutsch Zamrsk, 1939–1945 Samersk) ist eine Gemeinde in Tschechien. Sie liegt vier Kilometer nördlich von Kelč und gehört zum Okres Přerov.

## Geographie
Zámrsky befindet sich linksseitig über dem Tal der Bečva auf einer Kuppe in der Kelečská pahorkatina (Keltscher Hügelland) am Bach Hať. Südöstlich erhebt sich der Na Stráži (370 m), im Südwesten die Strážné (399 m) und nordwestlich der Strážisko (335 m).
Nachbarorte sind Kamenec, Kačena und Milotice nad Bečvou im Norden, Pod Doubravou und Hustopeče nad Bečvou im Nordosten, Ve Včelárně im Osten, Němetice und Komárovice im Südosten, Kelč im Süden, Dolní Těšice im Südwesten, Opatovice im Westen sowie Skalička im Nordwesten.

## Geschichte
Die erste schriftliche Erwähnung von Zamrisc erfolgte im Jahre 1131. Das zur bischöflichen Herrschaft Kelč untertänige Dorf wurde 1223 Zamaischi genannt. Seit 1328 war Samyrsk mit dem Lehngut Kamenetz verbunden.
1389 wurde der Ort als Zamirsk, 1403 als Zamrsk, 1405 als Samrsk, 1406 als Samarsk, 1437 als Zámrsky, 1532 als Zamrsky, 1586 als Zámrsk und 1656 Zamrsk bezeichnet. Während des Dreißigjährigen Krieges wurde das Lehn Kamenetz eingezogen und Teil der bischöflichen Herrschaft Kelč. Bis zum Anfang des 19. Jahrhunderts fand der Unterricht in der Pfarrschule Kelč statt, danach unterrichtete der Häusler und Weber Pajdla bis 1835 in seinem Haus. 1836 wurde in Zamrsk ein Schulhaus eingeweiht und eine Außenstelle der Kelčer Schule eingerichtet. Bis zur Mitte des 19. Jahrhunderts blieb das Dorf immer nach Kelč untertänig, wohin es auch gepfarrt war.
Nach der Aufhebung der Patrimonialherrschaften bildete Zámrsk/Zamersk ab 1850 eine Gemeinde in der Bezirkshauptmannschaft Mährisch Weißkirchen. 1870 bestand der Ort aus 53 Häusern und hatte 349 Einwohner. Seit 1881 führte der Ort den Namen Zámrsky/Zamrsk. Die Freiwillige Feuerwehr bildete sich 1898. Im Jahre 1900 lebten in den 69 Häusern von Zámrsky 444 Personen, 1920 war das Dorf auf 69 Häuser angewachsen und hatte 464 Einwohner. Zámrsky wurde 1930 an das Elektrizitätsnetz angeschlossen. 1950 lebten in den 92 Häusern der Gemeinde 394 Menschen.
Nach der Aufhebung des Okres Hranice wurde Zámrsky 1960 dem Okres Přerov zugeordnet. Ab 1976 war Zámrsky zusammen mit Ústí, Horní Těšice und Dolní Těšice zunächst dem Örtlichen Nationalausschuss Skalička angeschlossen und seit 1983 gänzlich nach Skalička eingemeindet. 1977 wurde die Schule geschlossen. Seit dem 24. November 1990 bildet Zámrsky wieder eine eigene Gemeinde. Das Gemeindeamt wurde im ehemaligen Schulhaus eingerichtet.

## Gemeindegliederung
Für die Gemeinde Zámrsky sind keine Ortsteile ausgewiesen. Zu Zámrsky gehören die Ortslage Komanica und die Einschicht Kamenec.

## Sehenswürdigkeiten
- Kapelle der Jungfrau Maria vom Svatý Hostýn, erbaut 1867 anstelle eines Glockenturmes aus dem Jahre 1734
- Kapelle des hl. Wenzel, geweiht 2002
- Naturreservat Doubek mit 26 ha Fläche, nördlich des Dorfes
- Gedenkstein für die Opfer des Ersten Weltkrieges, errichtet 1916 und 1928 dem hl. Wenzel geweiht